# Acoso escolar homofóbico
El acoso escolar homofóbico o "gay bashing" se refiere a cualquier clase de daños hacia las personas tanto psicológico, físico o moral por tener o aparentar una orientación sexual diferente.
El acoso escolar o, por su término en inglés, bullying es cualquier forma de maltrato psicológico, verbal o físico producido entre escolares de forma reiterada a lo largo de un tiempo determinado. En el caso del acoso escolar homofóbico, este está determinada por los casos de reiterada violencia hacia personas que parecen homosexuales (mas no necesariamente lo sean). Este acoso lo ejerce quien se considera "fuerte" hacia una persona "débil", yendo desde hostigamiento psicológico (insultos como "maricón", "machorra") hasta el físico (principalmente en cuartos de baño).
Este hostigamiento se ve alimentado por los prejuicios culturales que muchos adultos transmiten a sus hijos, de esta manera, cuando los chicos ven a una persona "afeminada" (en caso de que sea hombre) o "masculina" (en caso de que sea fémina), al atacarlos ven saciado su interés al atacar a quienes "se lo merecen".
Es importante saber que no hay que poner etiquetas a los demás solo por el hecho de que actúen afeminado o masculina ya que no solo por eso tienen que ser necesariamente LGBT, no se debe juzgar a una persona por su apariencia sin antes conocerla, y las personas que si pertenecen a la comunidad LGBT se les debe respetar, ya que ellos también son personas y no "anormales" o "enfermos" como muchos dicen.
Por otro lado las instituciones o colegios deberían implementar estrategias y medidas para fomentar el respeto y prevenir la violencia u homofobia, así mismo hablar con los padres de familia ya que muchas veces los acosadores presentan este tipo de comportamientos por problemas en casa.
También son vulnerables a este tipo de acoso aquellos jóvenes que tengan timidez amorosa, en especial si nunca han logrado conseguir pareja. Esto producto de los prejuicios al creer que "no les gustan las mujeres".

## Estadísticas

### España
En España el acoso escolar frecuentemente toma forma de acoso homofóbico desde muy corta edad, cuando la preferencia sexual aún no se ha definido. El 43% de los niños, niñas y adolescentes homosexuales y bisexuales que sufren acoso escolar ha llegado a plantearse el suicidio y, de estos, el 81% ha llegado a planificarlo, lo que supone un 35% del total. El estudio también intenta definir los sentimientos que genera el acoso como son: humillación (63%), impotencia (60%), rabia (59%), tristeza (59%), incomprensión (57%), soledad (53%), vulnerabilidad y aislamiento (50%), pero sobre todo desesperanza (66%). Esto se traduce, según la investigación, en que el 17% de las y los jóvenes que sufren acoso escolar homofóbico llega a atentar contra su vida. Conforme datos del último estudio de Federación Estatal de Lesbianas, Gais, Transexuales y Bisexuales (FELGBT) y COGAM.
En 2007 se realizó una investigación en Cataluña en la Revista d'estudis de la violència sobre «Docentes que actuamos ante el acoso escolar en el instituto» que daba algunos datos aproximados, aunque sin especificar cuánto de ese acoso está ligado a la LGBTfobia y al sexismo.

### Unión Europea
El 3 de septiembre de 2006, se presentó en el Parlamento Europeo un Informe sobre exclusión social de adolescentes lesbianas, gais, bisexuales y transexuales. Más de 700 chicos pertenecientes al colectivo LGBT de 37 países europeos tomaron parte en el estudio, mostrando que dichos jóvenes afrontan muchos prejuicios y discriminación en su vida diaria:
- El 61,2% se enfrenta a discriminación en la escuela.
- El 51,2% ha sufrido discriminación en la vida familiar, y
- El 29,8% en sus círculos de amistades.

### Chile
El Movimiento de Integración y Liberación Homosexual (MOVILH) en el año 2008 realizó un estudio –a petición del Colegio de Profesores y patrocinada por la Internacional de Educación– en el que reveló que:
- El 90% de los docentes y el 71% de los estudiantes ha conocido al menos a una persona homosexual o transexual.
- Asimismo, el 40% de los estudiantes chilenos y el 55% de los profesores han presenciado algún acto de discriminación en las aulas a causa de su orientación sexual o identidad de género.

Los datos obtenidos, en otras áreas, revelaron también varios datos interesantes. Mientras que la gran mayoría de la comunidad escolar considera que la homosexualidad no es una enfermedad; contradictoriamente, el 57% de los alumnos y el 24% de los profesores creen que con una buena terapia se puede "curar" o transformar un gay en heterosexual. Esta cifra aumenta al 72% y 38%, respectivamente, cuando se les consulta si esa posibilidad de "cura" aumenta cuando el tratamiento es a temprana edad.
Por otro lato, el 71% de los escolares y el 85% de los docentes cree que tener un mejor amigo homosexual no influirá en la orientación sexual de otro; sin embargo, entre un 30% y un 50% cree que si un heterosexual tiene una relación homosexual puede convertirse en homosexual. "Lo que demuestra que hay una clara desinformación sobre la diferencia que hay entre una orientación sexual y una conducta sexual", afirmó el MOVILH.

## Suicidio entre jóvenes LGBT
Los jóvenes y adolescentes pertenecientes al colectivo LGBT tienen muchas más posibilidades de intentar o llegar a cometer un suicidio. Investigadores han hallado que los jóvenes lesbianas, gais, bisexuales, transgéneros y aquellos que no están seguros de su sexualidad, son más propensos al suicidio con respecto a la población en general. La depresión y el uso de drogas entre la población LGBT se han visto aumentar significativamente tras la aprobación de leyes que discriminan a homosexuales. Aunque es imposible saber el porcentaje exacto de suicidios de jóvenes LGBT, debido a que la sexualidad y el género de estas minorías muy a menudo está oculto (especialmente en estas edades); el fenómeno está siendo estudiado para explicar las causas concretas de este.

En el año 2004, 1.985 adolescentes estadounidenses menores de 20 años se suicidaron.

## Soluciones propuestas
La solución propuesta para erradicar el acoso escolar (en todos sus sentidos) es la información. La escuela necesita abordar tanto los distintos roles de mujeres y hombres en la sociedad, como la educación sexual en general y la diversidad sexual en concreto. Actualmente, en ningún currículum se ha encontrado referencias a temas que hablen de la sexualidad (es decir, del lesbianismo, homosexualidad, bisexualidad y transexualidad). Al no hacer esto, se está transmitiendo los antiguos tabúes. Al no educar sobre la diversidad sexual se transmiten valores y trasladan conocimientos, teñidos de sexismo y homofobia. Sonia Sorano dice:

Es imposible sentir respeto si no se tiene información necesaria, pero tampoco se puede hacer frente a la homofobia si 
no se desarrollan las habilidades necesarias.